# Headley Grange
A Headley Grange egy egykori szegényház az angliai East Hampshire megye Headley nevű települése mellett, amely azzal tett szert hírnévre, hogy az 1960-as és 1970-es években több rockegyüttes – Led Zeppelin, Genesis, Fleetwood Mac és mások – is hangstúdióként használta. A Headley Grange jelenleg lakóház.

## A dologház
Az 1795-ben, mintegy 1500 fontos költségen felépített háromemeletes épület Headley, Bramshott és Kingsley egyházközségek dologházaként működött (angol neve House of Industry volt). Elszegényedett, beteg idősek, árván maradt és házasságon kívül született gyermekek laktak benne, akiknek ruhájukon fém kitűzőt kellett viselniük, rajta a HP (Headley Poor, headley-i szegény jelentésű) betűkkel.
1830. november 20-án a szomszédos egyházmegyében, Selborne-ban lázadás tört ki. A földbirtokosok az egyházi tized csökkentését követelték, ami lehetővé tette volna, hogy magasabb bért fizessenek a munkásaiknak. November 23-án a felkelés Headley és Kingsley egyházmegyékre is átterjedt. A headley-i szegényházat részben helyiek, részben az onnan 11 kilométer távolságra lévő Selborne-ból idevonultak megostromolták és kifosztották.
A felkelés elfojtása után a szegényház egy ideig még tovább működött. Az épületet 1870-ben vásárolta meg 420 fontért Thomas Kemp építész, aki magánházzá alakította át, és elnevezte Headley Grange-nek.

## A hangstúdió
Az első Headley környékén dolgozó együttes a Fleetwood Mac volt, amely 1970–74 között a településtől északkeletre lévő Benifold nevű, korábban egy szerzetesrend által használt, házban vette fel Future Games, Bare Trees, Penguin és Mystery to Me című albumait.
Headley Grange-et próbahelyként már ennél korábban is használták együttesek, de 1970 májusában a Led Zeppelin volt az első, amely harmadik albuma egyes felvételeit az akkor nem túl jó állapotban lévő épületben készítette el. Később a Led Zeppelin IV, a Houses of the Holy és a Physical Graffiti albumok egyes dalait is itt írták meg és/vagy vették fel.
Robert Plant itt írta a Stairway to Heaven szövegének nagy részét. A negyedik albumon található Black Dog ('fekete kutya') egy fekete labradorról kapta a címét, amely Headley Grange körül kóborolt a felvételek készítése idején.
Jimmy Page ezt nyilatkozta a szokatlan stúdióról:
Headley Grange elég rossz állapotban volt, a fűtés nem működött. De volt egy nagy előnye. Más együttesek már gyakoroltak ott, és nem panaszkodtak semmire. Ez nagyon fontos, mert ha igazán belemerülsz a munkába, nem szeretnéd azt hirtelen megszakítani valami miatt.
Egy 2010-es interjúban Page bővebben is beszélt arról, miért választották a helyszínt:
A legfőbb ok, amiért odamentünk az volt, hogy ott lakva igazán együtt élhessünk az írással és a zenéléssel. Korábban sosem volt részünk ebben az élményben, kivéve amikor Robert [Plant] és én Bron-Yr-Aurban voltunk. De én és Robert csak lógni mentünk le oda, élvezni magunkat Wales ölén. Ez más volt. Itt mind együtt összpontosítottunk egy arra alkalmas környezetben, és az ott történtek lényege három albumon is kiérződik (IV, Houses of the Holy, Physical Graffiti).
A Genesis Headley Grange-ben írta 1974-es koncepcióalbumuk, The Lamb Lies Down on Broadway jó részét. A Pretty Things, a Bad Company, Ian Dury (1976-ban) és a Clover (1977-ben) szintén Headley Grange vendégei voltak a hetvenes években.

## Fordítás
- Ez a szócikk részben vagy egészben  a   Headley Grange című angol Wikipédia-szócikk ezen változatának fordításán alapul.  Az eredeti cikk szerkesztőit annak laptörténete sorolja fel. Ez a jelzés csupán a megfogalmazás eredetét és a szerzői jogokat jelzi, nem szolgál a cikkben szereplő információk forrásmegjelöléseként.